# Western swing
Western swing es un estilo de música proveniente de la música Western y hoy en día considerado subgénero del country. 
Se origina a finales de los años 1920 en los territorios del suroeste de Estados Unidos por evolución de la música de las string bands populares, como una manifestación de la influencia de los nuevos medios (radio, jukebox, etc.) en una cultura popular relativamente aislada. Algunos autores atribuyen al violinista Bob Wills, en el oeste de Texas, el inicio de la fusión del folclore granjero con el blues y el jazz.
En la época de mayor popularidad del estilo (años 1935-45), las bandas más populares fueron The Light Crust Doughboys, Bob Wills and The Texas Playboys, Milton Brown and His Musical Brownies y Spade Cooley and His Orchestra.

## Características del estilo
El Western swing es básicamente música de baile, lo que marca la principal diferencia entre este estilo y las formas de folclore de la zona este del país, como el hillbilly, y por lo que se convirtió en un estilo muy popular entre la clase trabajadora blanca, que llenó multitud de salas y clubs de Texas, Oklahoma y California durante los años 1930 y 1940, hasta que el impuesto federal especial sobre clubs nocturnos de 1944 las llevó al declive.
El movimiento fue, paralelamente, una derivación del propio jazz, puesto que las bandas de Western swing estaban mucho más relacionadas en su concepto musical con Benny Goodman, Tommy Dorsey, y otros, que con los grupos de hillbilly con los que se les solía comparar por los ejecutivos de las discográficas y los medios, a causa de su instrumentación e influencias. De hecho, la mayoría de los miembros de estas bandas, habían tocado anteriormente en grupos de swing o de jazz tradicional, y la similitud con el llamado gypsy jazz se ha señalado con frecuencia. La música interpretada por las bandas de Western swing era una amalgama de música rural, hillbilly, polka, dixieland y blues, mezclada con swing; interpretada por una string band combinada con saxofones, baterías y, de forma característica, steel guitars. El sonido distintivo del género, lo aportaba la electrificación de los instrumentos de cuerda, y especialmente de la lap steel guitar, instrumento derivado de la técnica hawaiana llamada slack key. Con la evolución del género a través de las siguientes décadas, se introdujeron también elementos propios del bebop.
El enfoque de la música de las bandas de western swing se diferenciaba en muchos aspectos del de las big bands de jazz coetáneas, y no solo en lo relativo a la influencia folk. Tendían a usar ritmos de bajo muy sincopados, en 2/4, desarrollándose en 4/4 solamente durante determinados solos. El papel de los arreglos era también muy diferente, pues en su mayoría no eran grandes lectores de partitura. Finalmente, las improvisaciones solían tener un carácter más colectivo, al estilo de lo que era usual en las bandas de hot.

## Origen del nombre
En sus comienzos, el estilo se consideraba simplemente como música de baile, pues el término swing no estaba suficientemente extendido, al menos hasta el gran éxito del tema de Duke Ellington, "It Don't Mean a Thing (If It Ain't Got That Swing)"(1932). Las compañías discográficas lo comercializaban bajo distintas etiquetas —hillbilly, old timey, hot dance, hot string band, e incluso, ya a partir de 1941, Texas swing. Muchos de los artistas del estilo se referían a ellos mismos como Western bands y a su música como música de baile, rechazando de forma explícita la identificación con el hillbilly. Bob Wills aseguraba que el término comenzó a usarse en Tulsa, Oklahoma, entre 1939 y 1942. Suele atribuirse la definitiva implantación del nombre al influyente disc jockey de Los Ángeles Al Jarvis, quien organizó un concurso para designar la banda de "swing" más popular. Cuando Spade Cooley, de forma inesperada, obtuvo más votos que Benny Goodman y Harry James, Jarvis declaró a Cooley "King of Western Swing". La revista Billboard, por otro lado, indicaba en su número de 29 de enero de 1944 que Jarvis amañó el concurso y Cooley había quedado en cuarto lugar, tras Sammy Kaye, Freddie Martin y Jimmy Dorsey.
Alrededor de 1942, Cooley comenzó a usar la expresión para su promoción, que fue aceptada de forma natural por los medios. A partir de ahí, toda la música de este estilo se etiquetó como western swing.

## Evolución histórica

### La formación del estilo: 1925-1938
El western swing comenzó en las salas de baile de las pequeñas ciudades del sur de las Grandes Llanuras, a finales de la década de 1920, desarrollándose desde las fiestas privadas y los bailes de los ranchos, donde violinistas y guitarristas tocaban música tradicional para los bailarines. Durante este proto-desarrollo, un gran número de bandas de cuerda, desde San Antonio a Shreveport y Oklahoma City, tocaban distintas canciones con el mismo sonido básico. Grupos como Prince Albert Hunt's Texas Ramblers de Terrell, y los East Texas Serenaders de Lindale, comenzaron a añadir elementos del jazz a sus interpretaciones de música tradicional, hacia mediados de la segunda mitad de la década. El músico Fred "Papa" Calhoun recuerda que, a mediados de 1930, tocaba en una banda de Decatur que tocaba "un montón de swing al estilo de como lo hacían los Louisiana Five en aquellos días. También nos gustaban Red Nichols y Bix Beiderbecke".
Sin embargo, una de las grabaciones pioneras del estilo corresponde al músico Carson Robison, cuyo grupo "Carson Robison's Madcaps", una banda de hot jazz con un sonido decididamente country, grabó "Nonsense" (Edison Lateral 14085), en septiembre de 1929. Además de los instrumentos usuales de las bandas de jazz de la época (trombón, trompeta y clarinete), añadió instrumentos propios de la música campestre, como el banjo tocado con técnica fingerpicking (en lugar de tocarlo "stummed", como era lo usual en la época entre los banjoistas de jazz), el violín, y una batería potente, tocada de forma muy sincopada.
A comienzos de 1931, Bob Wills y Milton Brown fundaron una banda de cuerdas (dos guitarras y violín) llamada Light Crust Doughboys.  El grupo, completado con Fred "Papa" Calhoun al piano, tocaba en locales de baile y, con frecuencia, en la radio. El 9 de febrero de 1932, Milton Brown, su hijo Durwood, Bob Wills, y C.G. "Sleepy" Johnson, grabaron para Victor Records bajo el nombre de The Fort Worth Doughboys. Brown tocaba la guitarra y Johnson la guitarra tenor. La sesión incluyó dos temas, "Sunbonnet Sue" y "Nancy Jane", y fue publicada por varios sellos: Victor (23653), Blue Bird (5257), Montgomery Ward (4416 & 4757), y Sunrise (3340). La edición de Montgomery Ward presentó al grupo como "Milton Brown and His Musical Brownies".
Cuando Milton Brown dejó a los Doughboys, a finales de 1932, se llevó a su hijo Durwood para tocar la guitarra rítmica en sus "Musical Brownies". En enero de 1933, el violinista Cecil Brower, se unió a Jesse Ashlock para crear el primer ejemplo del género de banda con dos violines, adaptando el doble shuffle y el estilo de improvisación de Joe Venuti, como contribución al desarrollo del género. En grabaciones de 1935, los Texas Playboys de Bob Wills incorporaban dos violines, dos guitarras, steel guitar, banjo y otros instrumentos no de cuerda.
A finales de 1934, Bob Dunn electrificó una lap steel guitar Martin serie O mientras tocaba con la banda de Milton, lo que fue rápidamente adoptado por la mayor parte de las bandas del estilo. En el año siguiente, 1935, Brown and His Musical Brownies grabaron el tema de W. C. Handy, "St. Louis Blues" (Decca 5070), con un arreglo que incluía un incremento brusco del tempo, y que obtuvo un éxito sin precedentes entre los aficionados al baile. A partir de este momento, los valses y baladas quedaron desplazados por las canciones rápidas, aptas para bailar two steps. Más tarde, en 1936, y a raíz de unas grabaciones de los Light Crust Doughboy para el productor Art Satherley, comenzó a sustituirse el ritmo de 2/4 típico de las bandas de cuerda hasta el momento, por el 4/4 propio del swing.
Sería Bob Wills, en unas sesiones de grabación, quien incorporaría la guitarra eléctrica a las bandas del género, en adición a la guitarra acústica y la steel guitar. El "front line" de la orquesta de Wills consistía en tres guitarras y dos violines, a partir de 1944.

### La cima de la popularidad: 1938-1944
El western swing llegó a ser extremadamente popular en el oeste en los años anteriores a la Segunda Guerra Mundial, y se extendió por la Costa Oeste de Estados Unidos durante la guerra. En los primeros años 1940, las emisiones radiofónicas de los Light Crust Doughboys se difundían en 170 emisoras diferentes del sur y el suroeste, y eran escuchadas por millones de oyentes. Desde 1934 a 1943, Bob Wills and The Texas Playboys tocaron cada noche en el "Cain's Ballroom" de Tulsa, reuniendo aforos de hasta 6,000 personas. Los conciertos era emitidos cada día por la emisora KVOO-AM.
Existía además un extenso circuito de locales y salas de baile que gozaban de gran éxito. En el "Venice Pier Ballroom" tocaba regularmente un grupo liderado por Jimmy Wakely, en el que estaba también el violinista Spade Cooley, que le sucedería como líder de la banda. Miles de aficionados al baile acudían todos los sábados a sus sesiones Cuando Bob Wills tocó en el mismo local durante tres noches, antes de deshacer su banda para incorporarse al ejército durante la guerra, se formaron colas de más de 15,000 personas. Ante el riesgo de que la estructura del local colapsara por el peso de los espectadores, la policía suspendió la venta de tickets a las 11 p. m. Otras fuentes indican que llegaron a entrar en el local 8.600 personas.
Conforme a las fuentes disponibles, muchedumbres de varios miles de personas no eran inusuales en las sesiones de baile de western swing en el área de Los Ángeles. El músico Hank Thompson, otro de los clásicos del género, decía que era corriente ver decenas de miles de bailarines en el muelle, refiriéndose a Redondo Beach. Thompson vendió más de 60 millones de discos.
Otras orquestas de éxito en la época, fueron The Duece Spriggens Orchestra, que tocaba en el "Western Palisades Ballroom", en el muelle de Santa Mónica; la banda de Tex Williams, que comenzó con Cooley y, más tarde, obtuvo gran éxito con el tema "Smoke, smoke, smoke!"; el grupo de Houston, "The Modern Mountaneers", liderado por el cantante Smokey Wood; Louise Massey, una de las pocas líderes de banda femenina en el género; "Bill Hughes & His Pals Of The Pecos"; "The Sunshine Boys"; "Adolf Hofner & His San Antonians"; etc.

### El declive y el legado: 1944 en adelante
En 1944 se establece una tasa específica del 30% para los "dancing nightclubs". Aunque el tipo se redujo posteriormente al 20%, la mayoría de los locales de baile cerraron sus puertas o colgaron el cartel de "No Dancing Allowed" (No está permitido bailar). El baterista de jazz Max Roach considera que este impuesto fue realmente la causa de la desaparición de las salas de baile, pues se superponía a las propias tasas locales, lo que hizo inviable el mantenimiento de la mayor parte de los locales.
Algunas bandas, como Bob Wills and His Texas Playboys, continuaron siendo populares después de la guerra. En 1947, Columbia reeditó 70 de los discos de Wills. En enero de 1953, Billboard publicaba que Spade Cooley había vendido 192,000 entradas en las 52 noches que había tocado en el "Santa Mónica Ballroom", lo que suponía unos ingresos de 220,000 dólares. Sin embargo, la mayor parte de las bandas vieron fuertemente reducido su horizonte.
El género seguía siendo comercialmente rentable, como se desprende del hecho de que, en verano de 1955, Decca editó siete álbumes de "country dance music", cada uno de uno de los siguientes grupos: Miton Brown and His Brownies, Bob Wills and His Texas Playboys, Spade Cooley and His Buckle-Busters, Adolph Hofner and His San Antonians, Tex Williams and His String Band, Grady Martin and His Winging Strings, y Billy Gray and His Western Okies. En noviembre de ese mismo año, Decca editó tres nuevos discos de la serie, ante las buenas ventas.
Aunque la mayor parte de las bandas desaparecieron a finales de la década de 1950, el "western swing" ejerció una gran influencia en el rockabilly y el rock and roll. La música de Bill Haley a comienzos de los años 1950, se cataloga con frecuencia como "western swing", y su banda, entre 1948 y 1949, se llamaba "Bill Haley and The 4 Aces of Western Swing".
Músicos como Willie Nelson, Waylon Jennings y Asleep at the Wheel han contribuido a convertir a Austin (Texas) en un importante centro de "western swing" a comienzos de los 1970. En esta ciudad se celebra anualmente el South by Southwest Festival. También el grupo Commander Cody and The Lost Planet Airmen han ejercido un papel clave en esta revitalización. Incluso existe una publicación, Western Swing Monthly, dirigida expresamente a los músicos y aficionados al género. Clint Eastwood, en su película de 1982 Honkytonk Man, hace a su personaje encontrarse con Bob Wills (interpretado por Johnny Gimble, uno de los Texas Playboy originales), cuando está grabando en un estudio.
En 2011, el Parlamento de Texas adoptó una resolución designando al "western swing" como símbolo del estado, "State Music of Texas".

## Otros artistas de western swing
Además de los citados anteriormente, existieron otras muchas bandas y artistas del género, entre las que se incluyen las siguientes bandas: Jimmy Heap and the Melody Masters, Bill Boyd and the Cowboy Ramblers, Doug Bine and his Dixie Ramblers, The Flinthill Boys, Pee Wee King and His Golden West Cowboys, The Hi-Flyers, W. Lee O'Daniel and his Hillbilly Boys, "Texas" Jim Lewis and His Lone Star Cowboys, Ole Rasmussen and his Nebraska Cornhuskers, Jimmie Revard and his Oklahoma Playboys, Herb Goddard and his Oklahoma Wanderers, Deuce Spriggens and His Orchestra, The Port Arthur Jubileers (Jimmie Hart & His Merrymakers), Dude Martin and His Roundup Gang, The Southernaires, The Southern Melody Boys, The Texas Swingsters, Cliff Bruner and The Texas Wanderers, Al Dexter and His Troopers, Ocie Stockard and the Wanderers, The Tune Wranglers, T.J. "Red" Arnall and His Western Aces, W.A. "Bill" "Slumber" Nichols and His Western Aces, Billy Gray and His Western Okies, Dave Stogner and The Western Rythmnaires, The Washboard Wonders, Smokey Wood and the Wood Chips, y The Maddox Brothers & Sister Rose.
Como artistas individuales, destacaron Carolina Cotton, Tommy Duncan (de Texas Playboys), Leon Huff (de Hillbilly Boys), Buddy Jones, Billie "Tiny" Moore, Merle Travis, Moon Mullican, Patti Page, Hank Penny, Herb Remington, Floyd Tillman, Speedy West y Kitty Williamson (de Texas Rose).

## Grupos posteriores o influenciados por el género
A partir de los años 1960, diversas bandas de swing, country y country rock desarrollaron su música con evidentes influencias del "western swing", como es el caso de: Asleep at the Wheel, The Bebop Cowboys, Big Sandy & His Fly-Rite Boys, Dan Hicks and His Hot Licks, The Dancehall Racketeers, The Ditty Bops, Don Walser and the Pure Texas Band, The Dusty Chaps, The Hot Club of Cowtown, The Jazzabillies, The Lone Star Swing Band, Merle Haggard & the Strangers, The Quebe Sisters Band, Red Brown & the Tune Stranglers, The Red Dirt Rangers, The Red Stick Ramblers, Shorty & The Mustangs, Stretch Dawrson and the Mending Hearts, The Time Jumpers, Tom Morrell & The Timewarp Tophands, Wylie & The Wild West y Wild River Band